# جبهه چین برمه و هند
جبهه چین برمه و هند نام عملیات‌هایی بود که در چین و برمه و هند توسط آمریکا هدایت می‌شد. فرماندهی این جبهه با جوزف استیلول بود.